# Список серий аниме Astro Boy
Astro Boy или Tetsuwan Atom (яп. 鉄腕アトム Тэцуван Атому, «Могучий Атом») — чёрно-белый аниме-сериал Осаму Тэдзуки, впервые демонстрировавшийся с 1 января 1963 года по 6 сентября 1966 года в Японии и с 7 сентября 1963 по 13 мая 1967 года в США.
Сюжеты многих серий основаны на главах соответствующей манги. Сюжеты лучших серий достаточно сложны, чтобы из них можно было с легкостью сделать полнометражный фильм.
В 1980 году был выпущен цветной ремейк оригинального сериала.

## Список серий
| № (ЯП) | № (США) | Название серии | Дата показа в Японии | Дата показа в США |
| --- | ------- | --- | -------------------- | ----------------- |
| 1 | 1       | Рождение Атома (англ. Birth of Astro Boy) «Атому Тандзё» (アトム誕生)                                                        | 1 января 1963        | 7 сентября 1963   |
| Токио, 2003 год. Маленький Тобио Тэнма / Астер Бойнтон, сын японского министра наук Тэнмы / Бойнтона, случайно погибает в автокатастрофе. Его отец кается за то, что он был такой невнимательный и решает создать робота, выглядящего в точности, как его сын (воскресить Тобио как аниматроника). В американской версии, Тэмма называет своё творение «Астробой». Спустя некоторое время становится ясно, что Астро \ Тобио не похож на Тобио, потому что он не растёт и всё время разряжается. Из-за этого его продают мистеру Каччаторе (mr. Hamegg), жестокому директору цирка роботов. В цирке Астро вынужден бороться с роботами на смерть. Однажды, Могучий Атом (именно так его назвали в цирке), находит разряженных роботов, которых планируют продать на металлолом, так как они знают правду об этом месте и жестоком хозяине, и заряжает их с помощью своей энергии. И не зря! Из-за неудачного номера, случился пожар. Роботы спасли всех. После этого инцидента, Атома приобретает японское министерство науки. Когда Астробой родился, Тэнма ушёл в отставку, а на его место, устроился профессор Очаномидзу \ Джеймс Элефан. Однажды, после недавнего скандала с Каччаторе по поводу насилия к использованию роботов для всяких пошлых дел, Очаномидзу написал Конституцию для защиты и уважения роботов. За одно, забирает Самого сильного робота этого цирка, который принадлежал министерству. |         | |                      |                   |
| 2 | 2       | Франкештейн (англ. Colosso) «Фуранкэн» (フランケン)                                                                          | 8 января 1963        | 14 сентября 1963  |
| История начинается на фабрике роботов. После разъяснения того, что число роботов начало превышать число людей, директор фабрики решает поставить несколько роботов на линии, чтобы восполнить нехватки работников. Между тем, Атом мечтает иметь родителей, так как ему не хватает опеки и он чувствует себя одинокой тряпкой. Решив пообщаться с профессор Очаномидзу, они заказывают двух роботов сделанных по шаблону. Однажды, в один вечер, экспериментальный робот по имени Франкенштейн/Колосс включается без мозгов, которые не успели установить и сбегает, неся огромный ущерб обществу. Астро видит ужасный беспорядок и выясняет, что, из-за отсутствия мозгов, Франкенштейн будет слушать первого, кого он встретит. Той же ночью, Франкенштейн начинает работать в бандитской мафии, помогая им взломать сейф. Вскоре он становится рабом слабого бандита по кличке Монах, который использует Франкенштейна (которого прозвали «Биг бой») попасть в их логово. В логове, Большой Босс принимает Франкенштейна в банду, как их новейшее оборудование. Их следующее ограбление происходит в местном театре оперы и балета, где мафиози планируют украсть драгоценные камни, которые принадлежат состоятельным продюсерам балета. После того, как шоу заканчивается, продюсер уходит, чтобы сделать подарок Роботу-балерине. Франкенштейн, однако, прерывает заседание и вызывает массовую истерику. Он случайно выхватывает подарок для робота-балерины, которым было тракторное масло. Инспектор Таваши с Атомом решают провести расследование ограблений. Позже, в музее, Астро находит Монаха (переодетого в охранника) и Франкенштейна (замаскированный под скульптуру «Мыслитель»), укравших несколько сокровищ. Сигнализация сработала, но по ошибке ловят Атома. Вернувшись в их убежище, мафиози получают свою долю награбленного. Большой Босс решает взять большую долю и дает лишь по одному алмазу другим мафиози. Во время суда над Атомом, профессор Очаномидзу спасает его, отметив, что Франкенштейн все еще на свободе. Позже, профессор придумывает план захвата Франкенштейна. Собираясь на круизном лайнере с кучей утиля (утверждая, что это бриллианты), Франкенштейн находит профессора и Атом приходит, чтобы спасти министра. Битва на корабле вызывает серьезные приступы эпилепсии у многих людей! Атом спасает Франкенштейна от падения с высоты. Франкенштейн выживает после падения, но теряет сознание на маяке. Юный робот направляется туда и встречает там Монаха, который рассказывает всё о плане Большого Босса и мафиози. Ученый приходит починить Франкенштейна, но мафиози вскоре находят группу. Атом избивает непрошенных гостей, после чего, вызывает милицию. В виде вознаграждения за его героизм, в министерстве науки, Атому дарят его родителей. Франкенштейна ремонтируют и отправляют на работу в космосе. Удалённая сцена: После прибытия Астробоя на корабль, Франкенштейн начинает стрелять ему в глаза. |         | |                      |                   |
| 3 | 3       | Приключение на Марсе (англ. Expedition to Mars) «Касэи Танкэн» (火星探検)                                                    | 15 января 1963       | 21 сентября 1963  |
| 4 | 14      | Герника (англ. One Million Mammoth Snails) «Гэруника» (ゲルニカ)                                                             | 22 января 1963       | 7 декабря 1963    |
| Астробой и профессор Отяномидзу расследуют случаи исчезновения туристов и альпинистов в ледяных горах и обнаруживают ученого, который отпускает улиток по всему миру. Удалённая сцена: Когда Али-Баба подозревает, что Астро может слышать в 1000 раз лучше человека, он ломает четвёртую стену, говоря зрителям, чтобы те отключили звук у телевизора. После разговора Али-бабы мужики держат в руках табличку с надписью «Вы можете включить громкость обратно». Телевизор ломается, и мужики Али-бабы ведут себя неловко, говоря «Вам следует приобрести телевизор получше!» |         | |                      |                   |
| 5 | 4       | Сфинкс (англ. The Sphinx) «Суфинкусу» (スフィンクス)                                                                         | 29 января 1963       | 28 сентября 1963  |
| 6 | 7       | Человек-молния (англ. Zero, the Invisible Robot) «Дэнкоː Нингэн» (電光人間)                                                  | 5 февраля 1963       | 19 октября 1963   |
| 7 | —       | Капитан Атом «Атому-тайси» (アトム大使)                                                                                      | 12 февраля 1963      | —                 |
| 8 | 10      | Машина, производящая призраков (англ. The Spirit Machine) «Юːрэи сэидзоːки» (幽霊製造機)                                     | 19 февраля 1963      | 9 ноября 1963     |
| Появляющийся в серии диктатор канцлер Гаттер (англ. Hatter, в английском дубляже - Болванщик (англ. Mad Hatter)) напоминает собой Гитлера. |         | |                      |                   |
| 9 | 13      | Черные взгляды (англ. The Deep Freeze) «Буракку Руккусу» (ブラックルックス)                                                  | 26 февраля 1963      | 30 ноября 1963    |
| 10 | 11      | Иван-дурак (англ. Strange Voyage) «Иван но Бака» (イワンの馬鹿)                                                              | 5 марта 1963         | 16 ноября 1963    |
| Группа различных персонажей на спасательном корабле оказывается на астроиде, где они находят космический корабль и работающего робота, все, что осталось от последнего путешествия одной из первых исследователей космоса Марго Поло. Сюжет серии на поминает фильм Альфреда Хичкока «Спасательная шлюпка». |         | |                      |                   |
| 11 | 18      | Машина времени (англ. Time Machine) «Таиму Масин» (タイムマシン)                                                             | 12 марта 1963        | 29 декабря 1963   |
| C помощью машины времени в современность переносится из прошлого динозавр и начинает все крушить в городе. Сюжет серии схож с немым фильмом 1925 года «Затерянный мир», основанным на одноименном рассказе Артура Конан Дойля. |         | |                      |                   |
| 12 | 5       | Крестообразный остров (англ. Cross Island) «Дзуːдзика Сима» (十字架島)                                                       | 19 марта 1963        | 5 октября 1963    |
| 13 | —       | Глаза Христа «Кирисуто но мэ» (キリストの眼)                                                                                 | 26 марта 1963        | —                 |
| 14 | 12      | Искусственное Солнце (англ. The Artificial Sun) «Дзинкоː Таиёː» (人工太陽)                                                   | 2 апреля 1963        | 23 ноября 1963    |
| 15 | 6       | Люди-растения (англ. Grass Boy) «Сёкубуцу Нингэн» (植物人間)                                                                 | 9 апреля 1963        | 12 октября 1963   |
| Атом летит через сельскую местность, когда он натыкается на двух своих друзей на лодке. Затем группа натыкается на интересный цветок. Хотя друзья Атом хотят забрать его, Атом говорит им оставить цветок в покое. Затем он продолжает рассказывать им сказки этого причудливого цветка. |         | |                      |                   |
| 16 | 8       | Белая движущаяся планета (англ. Silver Comet) «Сирои вакусэи гоː» (白い惑星号)                                               | 16 апреля 1963       | 26 октября 1963   |
| 17 | 9       | Роботлэнд (англ. Robot Land) «Роботто рандо» (ロボットランド)                                                                | 23 апреля 1963       | 2 ноября 1963     |
| 18 | 15      | Гадем (англ. Gangor the Monster) «Гадэму» (ガデム)                                                                           | 30 апреля 1963       | 14 декабря 1963   |
| 19 | 19      | Атом против Гарон (англ. The Cosmic Giant) «Атому таи Мадзин» (アトム対魔神)                                                 | 7 мая 1963           | 3 января 1964     |
| 20 | 20      | Газообразные существа (англ. Toxor, the Mist Man) «Китаи Нингэн» (気体人間)                                                  | 14 мая 1963          | 10 января 1964    |
| 21 | 21      | Сателлайт Р-45 (англ. Satellite R-45 / Satellite R-45) «Дзинкоː-эисэи Р-45» (人工衛星R-45)                                   | 21 мая 1963          | 17 января 1964    |
| 22 | 22      | Остров Морского змея (англ. Sea Serpent Island / Sea Serpent Isle) «Умихэби Шима» (海蛇島)                                   | 28 мая 1963          | 24 января 1964    |
| 23 | 23      | Смертоносные мухи (англ. The Mutant / The Deadly Flies) «Мюːтанто» (ミュータント)                                            | 4 июня 1963          | 31 января 1964    |
| 24 | 24      | Морское королевство (англ. The Submarine Kingdom / Kingdom of the Sea) «Каитэи Оːкоку» (海底王国)                            | 11 июня 1963         | 7 февраля 1964    |
| 25 | —       | Подземный резервуар (англ. The Deep-Underground Tank) «Читэи сэнша» (地底戦車)                                               | 18 июня 1963         | —                 |
| 26 | 26      | Атлас (англ. Don Tay’s Infernal Machine) «Аторасу» (アトラス)                                                                | 25 июня 1963         | 21 февраля 1964   |
| Мексиканец создает грозного робота для того, чтобы отомстить за свою бабушку, которую взяли в рабство и заставляли работать в полях под жарким солнцем. В серии просматривается тематика расовой дискриминации. |         | |                      |                   |
| 27 | 27      | Народ Пирл (англ. Planet Pearl / Pearl People) «Паːру Хоши» (パール星)                                                       | 2 июля 1963          | 28 февраля 1964   |
| 28 | 28      | Чокнутая машина (англ. Mad Machine / The Wacky Machine) «Маддо машин» (マッドマシン)                                         | 9 июля 1963          | 6 марта 1964      |
| 29 | 29      | Памятный день (англ. Memory Day) «Омоидэ но Хи» (想い出の日)                                                                 | 16 июля 1963         | 13 марта 1964     |
| При дубляже на английский этой серии традиционный японский фестиваль обон - день поминовения усопших - был назван рассказчиком церемонией, чтобы отдать дань уважения тем, кто отправился в космос и не может быть сейчас с семьей. |         | |                      |                   |
| 30 | 16      | Фюрер ZZZ (англ. Secret Agent 3-Z) «Зэː Зэː Зэː Соːтоː» (ZZZ総統)                                                            | 23 июля 1963         | 21 декабря 1963   |
| 31 | 31      | Черный космический луч (англ. Mysterious Cosmic Rays) «Курои утюːсэн» (黒い宇宙線)                                           | 30 июля 1963         | 27 марта 1964     |
| 32 | —       | Корпус хот-дога (англ. Hot Dog Corps) «Хотто Доггу Хэидан» (ホットドッグ兵団)                                                | 6 августа 1963       | —                 |
| 33 | 33      | Три волшебника (англ. The Three Magicians) «Саннин но мадзуцуси» (三人の魔術師)                                              | 13 августа 1963      | 10 апреля 1964    |
| 34 | 34      | Зверь в 20 тысяч морских саженей (англ. Midoro Marsh / Beast From 20,000 Fathoms) «Мидоро га нума» (ミドロが沼)              | 20 августа 1963      | 17 апреля 1964    |
| 35 | 35      | Планета X (англ. The Human Farm / Planet X) «Нингэн Бокудзоː» (ヒューマンファーム)                                           | 27 августа 1963      | 24 апреля 1964    |
| 36 | 36      | Эликсир жизни (англ. The Religion of Pui Pui / The Elixir of Life) «Пуи пуи кёː» (プイプイ教)                                | 3 сентября 1963      | 1 мая 1964        |
| 37 | 25      | Уран (англ. The Strange Birthday Present) «Уран-тян» (ウランちゃん)                                                          | 10 сентября 1963     | 14 февраля 1964   |
| 38 | 38      | Нарушенная маленькая планета (англ. The Disturbed Small Planet) «Курутта сёːвакусэи» (狂った小惑星)                          | 17 сентября 1963     | 15 мая 1964       |
| 39 | 39      | Красный кот (англ. The Mysterious Cat) «Акаи нэко» (赤い猫)                                                                  | 24 сентября 1963     | 22 мая 1964       |
| 40 | 40      | Нео-Цезарь (англ. The Abominable Snowman) «Нэо Сидза» (ネオ・シーザー)                                                       | 1 октября 1963       | 5 июня 1964       |
| Атом отправляется затерянный в Гималаях римский город. Брайн Камп обратил внимание на детальную проработку древних фресок и скульптур. |         | |                      |                   |
| 41 | 41      | Высший уровень опасности (англ. X Bomb / Deadline to Danger) «Эккусу бакудан» (X爆弾)                                        | 8 октября 1963       | 12 июня 1964      |
| 42 | —       | Жёлтый конь «Киːрои ума» (黄色い馬)                                                                                          | 15 октября 1963      | —                 |
| 43 | 43      | Его высочество Мертвый крест (англ. Ditto) «Дэддо куросу дэнка» (デッドクロス殿下)                                           | 22 октября 1963      | 26 июня 1964      |
| 44 | 44      | Сердце Клеопатры (англ. The Egyptian Conspirators / Cleopatra’s Heart) «Эдзипуто инбоː-дан» (エジプト陰謀団)                 | 29 октября 1963      | 3 июля 1964       |
| 45 | 45      | Возвращение Клеопатры (англ. Cleopatra’s Necklace / Return of Cleopatra) «Курэопатора но Кубикадзари» (クレオパトラの首飾り) | 5 ноября 1963        | 10 июля 1964      |
| 46 | 46      | Космический корабль-призрак (англ. The Robot Spaceship / The Phantom Space Ship) «Роботто Утюː-тэи» (ロボット宇宙艇)         | 12 ноября 1963       | 17 июля 1964      |
| 47 | 47      | Космический краб (англ. The Gigantic Space Crab) «Утюː Гани» (宇宙ガニ)                                                      | 19 ноября 1963       | 24 июля 1964      |
| Инопланетяне оставляют на Земле космического краба и динозавра. Краб становится гигантом и начинает все крушить, тогда как Атом ухаживает за умеющим разговаривать динозавром и тот берется помочь Атому сразиться с крабом. Битва разворачивается по всему миру, а ее финал происходит на Гавайях. |         | |                      |                   |
| 48 | 48      | Племя пегасов (англ. The Great Space Horse) «Тэнба-дзоку» (天馬族)                                                           | 26 ноября 1963       | 31 июля 1964      |
| 49 | 49      | Прозрачный гигант (англ. 3D Tee Vee) «Тоːмэи Кёдзин» (透明巨人)                                                              | 3 декабря 1963       | 7 августа 1964    |
| 50 | 50      | На запад, ха! (англ. Atom Goes to the West / Westward, Ha!) «Атому сэибу э ику» (アトム西部へ行く)                           | 10 декабря 1963      | 14 августа 1964   |
| 51 | 51      | Великий Джимбо (англ. Little Elephant Pura / Jimbo the Great) «Козоː Пура» (子象プーラ)                                      | 17 декабря 1963      | 21 августа 1964   |
| 52 | 52      | Снежный лев (англ. Snow Lion / Snow Lion) «Юки Раион» (雪ライオン)                                                           | 24 декабря 1963      | 28 августа 1964   |
| 53 | —       | Прощай, 1963 год! (англ. Goodbye 1963) «Саёːнара сэн кюːхяку року сан-нэн» (さようなら1963年)                                | 31 декабря 1963      | —                 |
| 54 | —       | Дуэль на Альпах (англ. Duel on the Alps) «Арупсэ но кэттоː» (アルプスの決闘)                                                 | 4 января 1964        | —                 |
| 55 | —       | Омолаживающий газ (англ. Rejuvenating Gas) «Вакагаэри гасу» (若返りガス)                                                     | 18 января 1964       | —                 |
| 56 | 32      | Лунные монстры (англ. Earth Defense Army / The Moon Monsters) «Тикюу боуэи таи» (地球防衛隊)                                 | 25 января 1964       | 3 апреля 1964     |
| 57 | 37      | Астробой идёт в школу (англ. Robot School / Astro Boy goes to School) «Роботто гаккоː» (ロボット学校)                        | 1 февраля 1964       | 8 мая 1964        |
| 58 | 42      | Загадочный остров (англ. The 13 Mysterious Statues of God / The Island of Mystery) «13 но каи ками зоː» (13の怪神像)         | 8 февраля 1964       | 19 июня 1964      |
| 59 | 30      | Супер-пупер робот (англ. The Robot Buron X / The Super Duper Robot) «Хакунэцу нингэн» (白熱人間)                             | 15 февраля 1964      | 20 марта 1964     |
| 60 | 53      | Дворец Догма (англ. The Demon Bees / Dogma Palace) «Даама но кюудэн» (ダーマの宮殿)                                          | 22 февраля 1964      | 29 августа 1964   |
| 61 | —       | Космические паразиты (англ. Space Parasites) «Учуу но кисэичуу» (宇宙の寄生虫)                                               | 29 февраля 1964      | —                 |
| 62 | 17      | Призрачный корабль (англ. The Phantom Ship / The Haunted Ship) «Юурэисэн» (幽霊船)                                           | 7 марта 1964         | 28 декабря 1963   |
| 63 | 54      | Искусственный айсберг (англ. The Artificial Iceberg / The Man-Made Iceberg) «Дзинкоː хёːзан» (人工氷山)                      | 14 марта 1964        | 4 сентября 1964   |
| 64 | 55      | Граф-вампир (англ. Count Bat / Vampire Vale) «Коумори хакусяку» (こうもり伯爵)                                               | 21 марта 1964        | 11 сентября 1964  |
| 65 | 56      | Ужасный прилив (англ. Brave Escapee / The Terrible Tidal Wave) «Юːкан на дассоː моно» (勇敢な脱走者)                         | 28 марта 1964        | 19 сентября 1964  |
| 66 | 57      | Викинги (англ. The Space Viking / Vikings) «Супээсубаикингу» (スペースバイキング)                                            | 4 апреля 1964        | 26 сентября 1964  |
| 67 | 58      | Кукла-Дьявол (англ. Heroes of the Night / The Devil Doll) «Ёру но ю:си тати» (ナイトの英雄)                                  | 11 апреля 1964       | 3 октября 1964    |
| 68 | 59      | Дилемма динозавра (англ. Rebellion of the Dinosaur People / Dinosaur Dilemma) «Кё:рю: нин но ханран» (恐龍人の反乱)          | 25 апреля 1964       | 10 октября 1964   |
| 69 | 60      | Загадка часовой башни (англ. The Secret of the Clock Tower / The Clock Tower Mystery) «Токэито: но химицу» (時計塔の秘密)    | 2 мая 1964           | 17 октября 1964   |
| 70 | 61      | Рафлезия (англ. The Flower Monster) «Рафуресиа» (ラフレシア)                                                                 | 9 мая 1964           | 24 октября 1964   |
| 71 | 62      | Последний день Земли (англ. Attack From Space) «Тикю: но саиго но хи» (地球最後の日)                                         | 16 мая 1964          | 31 октября 1964   |
| 72 | 63      | Кораблекрушение в космосе (англ. 7 Days of Drifting in Space / Shipwreck in Space) «Утю: но хё:рю: 7 хиаи» (宇宙の漂流7日間) | 23 мая 1964          | 7 ноября 1964     |
| 73 | 64      | Большой Титан (англ. Big Titan) «Биггу Таитан» (ビッグタイタン)                                                              | 6 июня 1964          | 14 ноября 1964    |
| 74 | 65      | Миссия в промежуточный мир (англ. Earth Expedition / Mission to the Middle of the World) «Тикю: танкэн» (地球探検)           | 13 июня 1964         | 21 ноября 1964    |
| 75 | 66      | Летающий город (англ. Inca Gold Fever) «Сора тобу мати» (空とぶ町)                                                           | 20 июня 1964         | 28 ноября 1964    |
| 76 | 67      | The Monster Machine / "The Monster Machine" «MONSUTAAMASHIIN» (モンスターマシーン)                                           | 27 июня 1964         | 5 декабря 1964    |
| 77 | 68      | Колыбельная Кейптауна (англ. The Hooligan Whodunit) «KEEPUTAUN no komoriuta» (ケープタウンの子守歌)                          | 4 июля 1964          | 12 декабря 1964   |
| 78 | 69      | The World in 500,000 Years / "Funnel to The Future" «50 ман нэн но тино сэкай» (50万年後の世界)                              | 11 июля 1964         | 19 декабря 1964   |
| 79 | 70      | Dr. Brain / "Super Brain" «DOKUTAA nou» (ドクター脳)                                                                         | 18 июля 1964         | 26 декабря 1964   |
| 80 | 71      | Humanoid Bill / "Mighty Minute" «HYUUMANOIDOPIRU» (ヒューマノイドピル)                                                       | 25 июля 1964         | 2 января 1965     |
| 81 | 72      | Dreaming Machine / "Dream Machine" «yumemiru kikai» (夢みる機械)                                                             | 1 августа 1964       | 9 января 1965     |
| 82 | 73      | Олимпийские игры роботов англ. The Robot Olympics «Роботто кё:гитайкай» (ロボット競技大会)                                   | 15 августа 1964      | 16 января 1965    |
| 83 | 74      | The Strange Bird, Garuda / "Dunder, Bird of Doom" «kaichou GARUDA» (怪鳥ガルダ)                                              | 22 августа 1964      | 23 января 1965    |
| 84 | 75      | The Dolphin Civilization / "Dolphins in Distress" «IRUKA bunmei» (イルカ文明)                                                | 29 августа 1964      | 30 января 1965    |
| 85 | 76      | The Demented Beltway / "The Mad Beltway" «kurutta BERUTOUEI» (狂ったベルトウェイ)                                            | 5 сентября 1964      | 6 февраля 1965    |
| 86 | 77      | The Time Gun / "The Terrible Time Gun" «jikan jū» (時間銃)                                                                   | 12 сентября 1964     | 13 февраля 1965   |
| 87 | 78      | Новая принцесса Кагуя англ. Space Princess «син кагуя химэ» (新かぐや姫)                                                     | 19 сентября 1964     | 20 февраля 1965   |
| 88 | 79      | The Bacteria Corps / "Mighty Microbe Army" «saikin butai» (細菌部隊)                                                         | 26 сентября 1964     | 27 февраля 1965   |
| 89 | 80      | Gomes’ Ghost / "Horrible King Horrid" «GOMESU no bourei» (ゴメスの亡霊)                                                      | 3 октября 1964       | 6 марта 1965      |
| 90 | 81      | Крепость роботов англ. Mystery of the Amless Dam «Роботто торидэ» (ロボット砦)                                               | 10 октября 1964      | 13 марта 1965     |
| Из-за ссоры между ребенком и его приятелем-роботом в городе организуются полномасштабные протесты против роботов. |         | |                      |                   |
| 91 | 82      | Garon’s Counterattack / "Galeom From Galaxy G" «GARON gyakushū» (ガロン逆襲)                                                 | 24 октября 1964      | 19 марта 1965     |
| 92 | 83      | Three Robot Knights / "The Three Robotiers" «ROBOTTO sanjūshi» (ロボット三銃士)                                              | 31 октября 1964      | 26 марта 1965     |
| 93 | 84      | Cobalt / "Brother Jetto" «KOBARUTO» (コバルト)                                                                               | 7 ноября 1964        | 2 апреля 1965     |
| 94 | 85      | Angel in the Alps / "Angel of the Alps" «aRUPUSU no tenshi» (アルプスの天使)                                                 | 14 ноября 1964       | 9 апреля 1965     |
| 95 | 86      | The Evil Punch Card / "Magic Punch Card" «ma no PANCHIKAADO» (魔のパンチカード)                                              | 21 ноября 1964       | 16 апреля 1965    |
| 96 | 87      | Robot Future / "The Great Rocket Robbery" «ROBOTTOHYUUCHAA» (ロボットヒューチャー)                                           | 28 ноября 1964       | 23 апреля 1965    |
| 97 | 88      | Confrontation in Space / "Contest in Space" «uchū no taiketsu» (宇宙の対決)                                                  | 5 декабря 1964       | 30 апреля 1965    |
| 98 | 89      | Zeo’s Legacy / "Gift of Zeo" «ZEO no isan» (ゼオの遺産)                                                                      | 12 декабря 1964      | 7 мая 1965        |
| 99 | 90      | Little Columbus / "A Deep Deep Secret" «chiisana KORONBUSU» (小さなコロンブス)                                               | 19 декабря 1964      | 14 мая 1965       |
| 100 | 91      | The Robot House / "The Wonderful Christmas Present" «ROBOTTOHAUSU» (ロボットハウス)                                          | 26 декабря 1964      | 21 мая 1965       |
| 101 | 92      | The Unmapped World / "Uncharted World" «chizu ni nai sekai» (地図にない世界)                                                 | 2 января 1965        | 28 мая 1965       |
| 102 | 93      | Queen of the Devils’ Place / "Jungle Mystery" «makyō no joō» (魔境の女王)                                                    | 9 января 1965        | 4 июня 1965       |
| 103 | 94      | Stairs Leading into Space / "The Terrible Spaceman" «uchū e no kaidan» (宇宙への階段)                                        | 16 января 1965       | 11 июня 1965      |
| 104 | -       | The Devil’s Balloon «akuma no fūsen» (悪魔の風船)                                                                            | 23 января 1965       | -                 |
| 105 | 96      | Генерал Атом англ. General Astro «атому сё:гун» (アトム将軍)                                                                 | 30 января 1965       | 18 июня 1965      |
| 106 | 95      | The Boy from Outer Space / "The Mighty Mite From Ursa Minor" «uchū kara kita shōnen» (宇宙から来た少年)                      | 6 февраля 1965       | 25 июня 1965      |
| 107 | 97      | Release of the Earth / "Mystery of the Metal Men" «тикю: кайхо:» (地球解放)                                                  | 13 февраля 1965      | 2 июля 1965       |
| 108 | 98      | Saturn Man / "Super Human Beings" «SATAANMAN» (サターンマン)                                                                 | 20 февраля 1965      | 9 июля 1965       |
| 109 | 99      | Феникс англ. Phoenix Bird «фуситё:» (不死鳥)                                                                                 | 27 февраля 1965      | 16 июля 1965      |
| 110 | 100     | Expedition on Mercury / "Menace from Mercury" «suisei tanken» (水星探検)                                                     | 6 марта 1965         | 23 июля 1965      |
| 111 | -       | Robot Polymer «ROBOTTOPORIMAA» (ロボットポリマー)                                                                            | 13 марта 1965        | -                 |
| 112 | -       | Samson’s Hair «SAMUSON no kami no ke» (サムソンの髪の毛)                                                                     | 27 марта 1965        | -                 |
| 113 | 101     | 'Back', the Country without Laughter / "Dangerous Mission" «warawanu BAKKU kuni» (笑わぬバック国)                            | 3 апреля 1965        | 30 июля 1965      |
| 114 | -       | Metro Monster «METOROMONSUTAA» (メトロモンスター)                                                                            | 10 апреля 1965       | -                 |
| 115 | -       | The Big Runaway Safe «nigedashita taikin ko» (逃げだした大金庫)                                                              | 17 апреля 1965       | -                 |
| 116 | -       | The Greatest Robot on Earth (part one) «shijōsaidai no ROBOTTO ( mae )» (史上最大のロボット(前))                             | 24 апреля 1965       | -                 |
| 117 | -       | The Greatest Robot on Earth (part two) «shijōsaidai no ROBOTTO ( nochi )» (史上最大のロボット(後))                           | 1 мая 1965           | -                 |
| 118 | -       | Robot Grabby «ROBOTTORAGUBII» (ロボットラグビー)                                                                             | 8 мая 1965           | -                 |
| 119 | 102     | The Flying Lens / "Planet 13" «sora tobu RENZU» (空とぶレンズ)                                                               | 15 мая 1965          | 6 августа 1965    |
| 120 | -       | Time Hunter «TAIMUHANTAA» (タイムハンター)                                                                                   | 22 мая 1965          | -                 |
| 121 | 103     | Ganimate / "Prisoners in Space" «GANIMEETO gō» (ガニメート号)                                                                | 29 мая 1965          | 13 августа 1965   |
| 122 | -       | The Monster Mantler «kaijū MANTORAA» (モンスターマントラー)                                                                  | 5 июня 1965          | -                 |
| 123 | -       | Captain Dog «DOGGU taichō» (ドッグ隊長)                                                                                      | 19 июня 1965         | -                 |
| 124 | 104     | Подарок на прощание англ. Double trouble «okimiyage» (おきみやげ)                                                            | 3 июля 1965          | 20 августа 1965   |

### Серии, выходившие только в Японии
| J#  | Название                                                                   | Премьера в Японии |
| --- | -------------------------------------------------------------------------- | ----------------- |
| 125 | Find the Bacteria «saikin wo sagase» (細菌をさがせ)                        | 10 июля 1965      |
| 126 | Roboids «ROBOIDO» (ロボイド)                                               | 17 июля 1965      |
| 127 | The Experimental Robot «jikken ROBOTTO» (実験ロボット)                     | 24 июля 1965      |
| 128 | Treasures of the Inca Empire «INKA teikoku no takara» (インカ帝国の宝)     | 31 июля 1965      |
| 129 | Atom vs. Atom «ATOMU tai ATOMU» (アトム対アトム)                           | 14 августа 1965   |
| 130 | The Storm on Mars «kasei no arashi» (火星の嵐)                             | 21 августа 1965   |
| 131 | The Moon Champion «MUUNCHANPION» (ムーンチャンピオン)                      | 28 августа 1965   |
| 132 | Prince Louis «RUI ouji» (ルイ王子)                                         | 4 сентября 1965   |
| 133 | Revenge After Ten Years «10 nen me no fukushū» (10年目の復讐)              | 11 сентября 1965  |
| 134 | Operation Escape «dasshutsu sakusen» (脱出作戦)                            | 18 сентября 1965  |
| 135 | The Robot-Dog Backy «ROBOTTO inu BAKKII» (ロボット犬バッキー)              | 25 сентября 1965  |
| 136 | Inspector Jaguar «JAGAA keibu» (ジャガー警部)                              | 2 октября 1965    |
| 137 | Little Cooley «chīsai KUURII» (小さいクーリー)                             | 9 октября 1965    |
| 138 | 1 Long Day «nagai 1 hi» (長い1日)                                          | 16 октября 1965   |
| 139 | Atom Stolen «nusumareta ATOMU» (盗まれたアトム)                            | 23 октября 1965   |
| 140 | The King and Atom «ōsama to ATOMU» (王様とアトム)                          | 30 октября 1965   |
| 141 | The Locomotive March «kikansha kōshinkyoku» (機関車行進曲)                 | 6 ноября 1965     |
| 142 | Minya’s Star «MIINYA no hoshi» (ミーニャの星)                              | 13 ноября 1965    |
| 143 | Bird Street Story «BAADOSUTORIITO monogatari» (バードストリート物語)       | 20 ноября 1965    |
| 144 | Lost Friendship «ushinawareta yūjō» (失われた友情)                         | 27 ноября 1965    |
| 145 | Atom in the Deep Sea «ATOMU shinkai wo iku» (アトム深海を行く)             | 4 декабря 1965    |
| 146 | Report from the Future «mirai kara no hōkoku» (未来からの報告)             | 11 декабря 1965   |
| 147 | Mid-air Screen «kūchū SUKURIIN» (空中スクリーン)                           | 18 декабря 1965   |
| 148 | Robio and Robiet «ROBIO to ROBIETTO» (ロビオとロビエット)                  | 25 декабря 1965   |
| 149 | The Can Capriccio «KANDUME kyō sō kyoku» (缶カプリッチョ)                  | 1 января 1966     |
| 150 | Miss Magnet «MAGUNETTO-chan» (マグネットちゃん)                            | 8 января 1966     |
| 151 | Lonely Atom «hitoribocchi no ATOMU» (ひとりぼっちのアトム)                 | 15 января 1966    |
| 152 | The Robot Bombs «ROBOTTO bakudan» (ロボット爆弾)                           | 22 января 1966    |
| 153 | The Red Merry-Go-Round «akai mokuba» (赤い木馬)                            | 29 января 1966    |
| 154 | Blue Bird Story «aoi tori monogatari» (青い鳥物語)                         | 5 февраля 1966    |
| 155 | The Crazed Boundary «kurutta kokkyōsen» (狂った国境線)                     | 12 февраля 1966   |
| 156 | Robot Mayor «ROBOTTO shichō» (ロボット市長)                                | 19 февраля 1966   |
| 157 | Gypsy’s Star «JIPUSHII no hoshi» (ジプシーの星)                            | 26 февраля 1966   |
| 158 | Funny Companion «okashina michizure» (おかしな道づれ)                      | 5 марта 1966      |
| 159 | Devil and Angel «akuma to tenshi» (悪魔と天使)                             | 19 марта 1966     |
| 160 | The Golden Flute «ōgon no FURUUTO» (黄金のフルート)                        | 26 марта 1966     |
| 161 | Dream-Selling Aliens «yume wo uru uchūjin» (夢販売エイリアン)              | 2 апреля 1966     |
| 162 | Operation Candy «KYANDEE sakusen» (キャンデー作戦)                         | 9 апреля 1966     |
| 163 | Road to Another World «bessekai e no michi» (別世界への道)                 | 16 апреля 1966    |
| 164 | The Space Spider «uchū gumo» (宇宙ぐも)                                    | 13 апреля 1966    |
| 165 | A Great Fuss Over Babies «akanbō sōdō» (赤ん坊騒動)                        | 30 апреля 1966    |
| 166 | The Jewel-Eating Monster «JUERU no ma zou» (ジュエルの魔像)                | 7 мая 1966        |
| 167 | Plenty of Balloons «fuusen ga ippai» (風船がいっぱい)                      | 14 мая 1966       |
| 168 | The Island That Jumped Up «odori agatta shima» (おどりあがった島)          | 21 мая 1966       |
| 169 | Gift from the Future «miraijin no okurimono» (未来人の贈り物)              | 28 мая 1966       |
| 170 | Two Princesses «futari no ōjo» (二人の王女)                                | 4 июня 1966       |
| 171 | Kutcher Forever «eien no KUCCHAA» (永遠のクッチャー)                       | 11 июня 1966      |
| 172 | The Herald Brothers «HERARUDO kyōdai» (ヘラルド兄弟)                       | 25 июня 1966      |
| 173 | Robotty «ROBOTTI» (ロボッティ)                                             | 2 июля 1966       |
| 174 | The Great Submarine Canal «kaitei daiun kawa» (海底大運河)                 | 9 июля 1966       |
| 175 | Robot Wars (part one) «ROBOTTO daisensō ( mae )» (ロボット大戦争(前))      | 23 июля 1966      |
| 176 | Robot Wars (part two) «ROBOTTO daisensō ( nochi )» (ロボット大戦争(後))    | 30 июля 1966      |
| 177 | The Gigantic Robot «бакадэкай роботто» (ばかでかいロボット)                | 6 августа 1966    |
| 178 | Chi-tan’s Nighttime Adventure «Тии-тан ёру но бо:кэн» (カイたんの夜間冒険) | 20 августа 1966   |
| 179 | Blue Horseman (part one) «ао киси (маэ)» (青騎士(前))                      | 27 августа 1966   |
| 180 | Blue Horseman (part two) «ао киси (носи)» (青騎士(後))                     | 3 сентября 1966   |
| 181 | Ghost Manufacturing Machine «юрэйсэйдзоки (2 сакумэ)» (幽霊製造機)         | 10 сентября 1966  |
| 182 | Demented Cobalt «курутта кобаруто» (狂ったコバルト)                        | 24 сентября 1966  |
| 183 | Japanese People from Space «утю: кара кита нихондзин» (宇宙から日本人)     | 1 октября 1966    |
| 184 | Война времени «тайму сэнсо:» (タイム戦争)                                  | 8 октября 1966    |
| 185 | Звезда Африки «Афурика но хоси» (アフリカの星)                             | 22 октября 1966   |
| 186 | Monsters Come out at Night «обакэ ва ёру куру» (おばけは夜来る)            | 29 октября 1966   |
| 187 | Легенда Бейли «Бээрии но дэнсэцу» (べーリーの伝説)                         | 5 ноября 1966     |
| 188 | тенгу Курамы «курама но тэнгу» (鞍馬の天狗)                                | 19 ноября 1966    |
| 189 | Беспорядки на съемочной площадке «сацуэйдзё со:до:» (撮影スタジオで混乱)   | 26 ноября 1966    |
| 190 | Чудо Месопотамии «Мэсопотомиа но кисэки» (メソポタミアの奇蹟)              | 3 декабря 1966    |
| 191 | Блуждающий Роппи «сасурай но роппи» (さすらいのロッピ)                     | 17 декабря 1966   |
| 192 | Особняк медузы «Мэдосса но кан» (メドッサの館)                             | 24 декабря 1966   |
| 193 | Величайшее приключение на Земле «тикю: саидаи но бо:кэн» (地球最大の冒険)  | 31 декабря 1966   |

## Заставки

### Япония
Начальные
1. "Могучий Атом: Начальная тема, вариант 1"
2. "Могучий Атом: Начальная тема, вариант 2" (написана тема Атома)
3. "Могучий Атом: Начальная тема, вариант 3" (вместе с Уран и пр.Очаномидзу)
4. "Могучий Атом: Начальная тема, вариант 4" (пролёт по полациям)

Титры
1. «Могучий Атом: Титры, вариант 1»
2. «Могучий Атом: Титры, вариант 2» (вместе с Уран)

### США
Начальные
1. «Астробой: Начальная тема»

Титры
1. «Астробой: Закрывающая тема»

## Релизы для домашнего видео

### Япония

#### VHS
Могучий Атом был выпущен на VHS компанией Pony Video.
| Название VHS              | Серии      | Дата релиза      |
| ------------------------- | ---------- | ---------------- |
| 鉄腕アトム 地球防衛隊の巻 | Серия № 56 | 21 мая 1986 года |

#### DVD
Он был также выпущен на DVD компанией Nippon Columbia.
| Название DVD         | Серии   | Дата релиза           |
| -------------------- | ------- | --------------------- |
| 鉄腕アトム DVD-BOX 1 | 1—30    | 29 сентября 2001 года |
| 鉄腕アトム DVD-BOX 2 | 31—60   | 1 марта 2002 года     |
| 鉄腕アトム DVD-BOX 3 | 61—93   | 31 августа 2002 года  |
| 鉄腕アトム DVD-BOX 4 | 94—126  | 18 января 2003 года   |
| 鉄腕アトム DVD-BOX 5 | 127—159 | 31 марта 2003 года    |
| 鉄腕アトム DVD-BOX 6 | 160—164 |                       |

Отдельные наборы серий также были выпущены на DVD.
| Название DVD                                 | Серии         | Дата релиза                                               |
| -------------------------------------------- | ------------- | --------------------------------------------------------- |
| 鉄腕アトム ベスト・セレクション 誕生編       | 1, 37, 93     | 21 марта 2003 года 23 июля 2008 года (ограниченная серия) |
| 鉄腕アトム ベスト・セレクション ロボット編   | 82, 116, 117  | 21 марта 2003 года 23 июля 2008 года (ограниченная серия) |
| 鉄腕アトム ベスト・セレクション 宇宙編       | 10, 56, 71    | 21 марта 2003 года 23 июля 2008 года (ограниченная серия) |
| 鉄腕アトム ベスト・セレクション 続ロボット編 | 126, 179, 180 | 21 марта 2003 года 23 июля 2008 года (ограниченная серия) |
| 鉄腕アトム ベスト・セレクション VS編         | 19, 26, 91    | 21 марта 2003 года 23 июля 2008 года (ограниченная серия) |
| 鉄腕アトム ベスト・セレクション 名作編       | 9, 16, 148    | 21 марта 2003 года 23 июля 2008 года (ограниченная серия) |

Серии были помещены в «Полную коллекцию» наборов в 2008 году.
| Название DVD              | Серии  | Дата релиза       |
| ------------------------- | ------ | ----------------- |
| 鉄腕アトム Complete Box 1 | 1—93   | 23 июля 2008 года |
| 鉄腕アトム Complete Box 2 | 94—159 | 23 июля 2008 года |